# Chlenias leptoneura
Chlenias leptoneura är en fjärilsart som beskrevs av Turner 1926. Chlenias leptoneura ingår i släktet Chlenias och familjen mätare. Inga underarter finns listade i Catalogue of Life.